# Lijst van nummer 1-hits in de Nederlandse Single Top 100 in 2007
Deze hits stonden in 2007 op nummer 1 in de Nederlandse Single Top 100.
| Nummer | Datum        | Artiest                           | Titel                                    |
| ------ | ------------ | --------------------------------- | ---------------------------------------- |
| 566    | 6 januari    | Nelly Furtado                     | All good things (come to an end)         |
|        | 13 januari   | Nelly Furtado                     | All good things (come to an end)         |
|        | 20 januari   | Nelly Furtado                     | All good things (come to an end)         |
| 567    | 27 januari   | Nienke                            | Het huis Anubis                          |
| 566    | 3 februari   | Nelly Furtado                     | All good things (come to an end)         |
|        | 10 februari  | Nelly Furtado                     | All good things (come to an end)         |
| 568    | 17 februari  | Theo Maassen & De Kapotte Kontjes | Lauwe pis                                |
|        | 24 februari  | Theo Maassen & De Kapotte Kontjes | Lauwe pis                                |
| 569    | 3 maart      | Sharon Kips                       | Heartbreak away                          |
|        | 10 maart     | Sharon Kips                       | Heartbreak away                          |
|        | 17 maart     | Sharon Kips                       | Heartbreak away                          |
| 570    | 24 maart     | Gerard Joling                     | Maak me gek                              |
|        | 31 maart     | Gerard Joling                     | Maak me gek                              |
| 571    | 7 april      | Jan Smit                          | Op weg naar geluk                        |
| 572    | 14 april     | Guus Meeuwis                      | Tranen gelachen                          |
|        | 21 april     | Guus Meeuwis                      | Tranen gelachen                          |
| 573    | 28 april     | Beyoncé & Shakira                 | Beautiful liar                           |
| 574    | 5 mei        | Jeckyll & Hyde                    | Freefall                                 |
|        | 12 mei       | Jeckyll & Hyde                    | Freefall                                 |
| 575    | 19 mei       | André Hazes & Gerard Joling       | Blijf bij mij                            |
|        | 26 mei       | André Hazes & Gerard Joling       | Blijf bij mij                            |
|        | 2 juni       | André Hazes & Gerard Joling       | Blijf bij mij                            |
|        | 9 juni       | André Hazes & Gerard Joling       | Blijf bij mij                            |
|        | 16 juni      | André Hazes & Gerard Joling       | Blijf bij mij                            |
|        | 23 juni      | André Hazes & Gerard Joling       | Blijf bij mij                            |
|        | 30 juni      | André Hazes & Gerard Joling       | Blijf bij mij                            |
|        | 7 juli       | André Hazes & Gerard Joling       | Blijf bij mij                            |
|        | 14 juli      | André Hazes & Gerard Joling       | Blijf bij mij                            |
| 576    | 21 juli      | Jannes                            | Laat de zon maar schijnen / Zie die ster |
| 575    | 28 juli      | André Hazes & Gerard Joling       | Blijf bij mij                            |
| 577    | 4 augustus   | Jeroen van der Boom               | Jij bent zo                              |
| 575    | 11 augustus  | André Hazes & Gerard Joling       | Blijf bij mij                            |
| 578    | 18 augustus  | Mika                              | Relax, take it easy                      |
|        | 25 augustus  | Mika                              | Relax, take it easy                      |
| 575    | 1 september  | André Hazes & Gerard Joling       | Blijf bij mij                            |
| 579    | 8 september  | Guus Meeuwis                      | Proosten                                 |
| 578    | 15 september | Mika                              | Relax, take it easy                      |
|        | 22 september | Mika                              | Relax, take it easy                      |
| 577    | 29 september | Jeroen van der Boom               | Jij bent zo                              |
| 578    | 6 oktober    | Mika                              | Relax, take it easy                      |
| 580    | 13 oktober   | BLØF                              | Alles is liefde                          |
| 581    | 20 oktober   | André Hazes & André Hazes jr.     | Bedankt mijn vriend                      |
|        | 27 oktober   | André Hazes & André Hazes jr.     | Bedankt mijn vriend                      |
| 582    | 3 november   | Jan Smit / Jan Smit & John Denver | Dan volg je haar benen / Calypso         |
|        | 10 november  | Jan Smit / Jan Smit & John Denver | Dan volg je haar benen / Calypso         |
|        | 17 november  | Jan Smit / Jan Smit & John Denver | Dan volg je haar benen / Calypso         |
| 583    | 24 november  | Nick & Simon                      | Pak maar m'n hand                        |
| 584    | 1 december   | Rihanna                           | Don't stop the music                     |
|        | 8 december   | Rihanna                           | Don't stop the music                     |
| 585    | 15 december  | Jeroen van der Boom               | Eén wereld                               |
| 584    | 22 december  | Rihanna                           | Don't stop the music                     |
|        | 29 december  | Rihanna                           | Don't stop the music                     |